# R 34

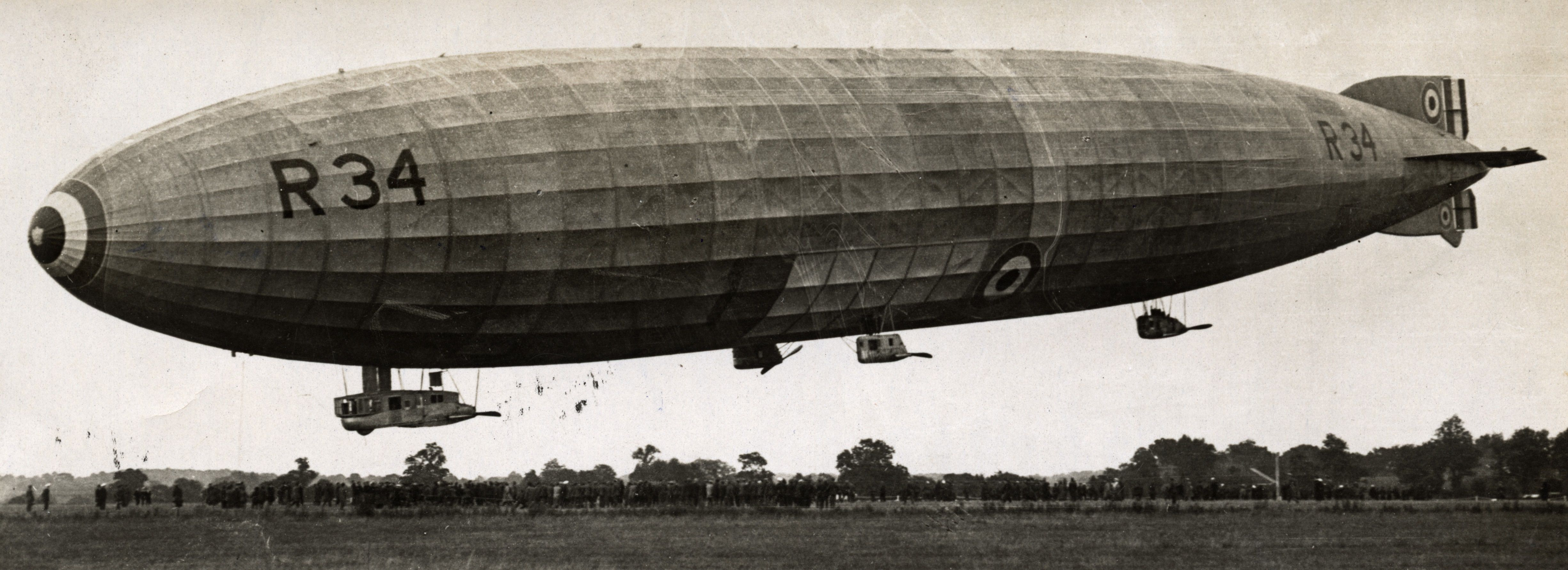
Vzducholoď R 34

R 34 byla ztužená vzducholoď rozestavěná pro britské Royal Naval Air Service za první světové války. Do služby byla přijata roku 1919. Její sesterskou vzducholodí byla R 33. Vzducholoď R 34 v červenci 1919 stala prvním letadlem, které uskutečnilo nonstop transatlantický let přes Atlantik ve směru východ-západ. Její úspěch inspiroval americkou vládu k objednávce vzducholodi R 38.

## Stavba

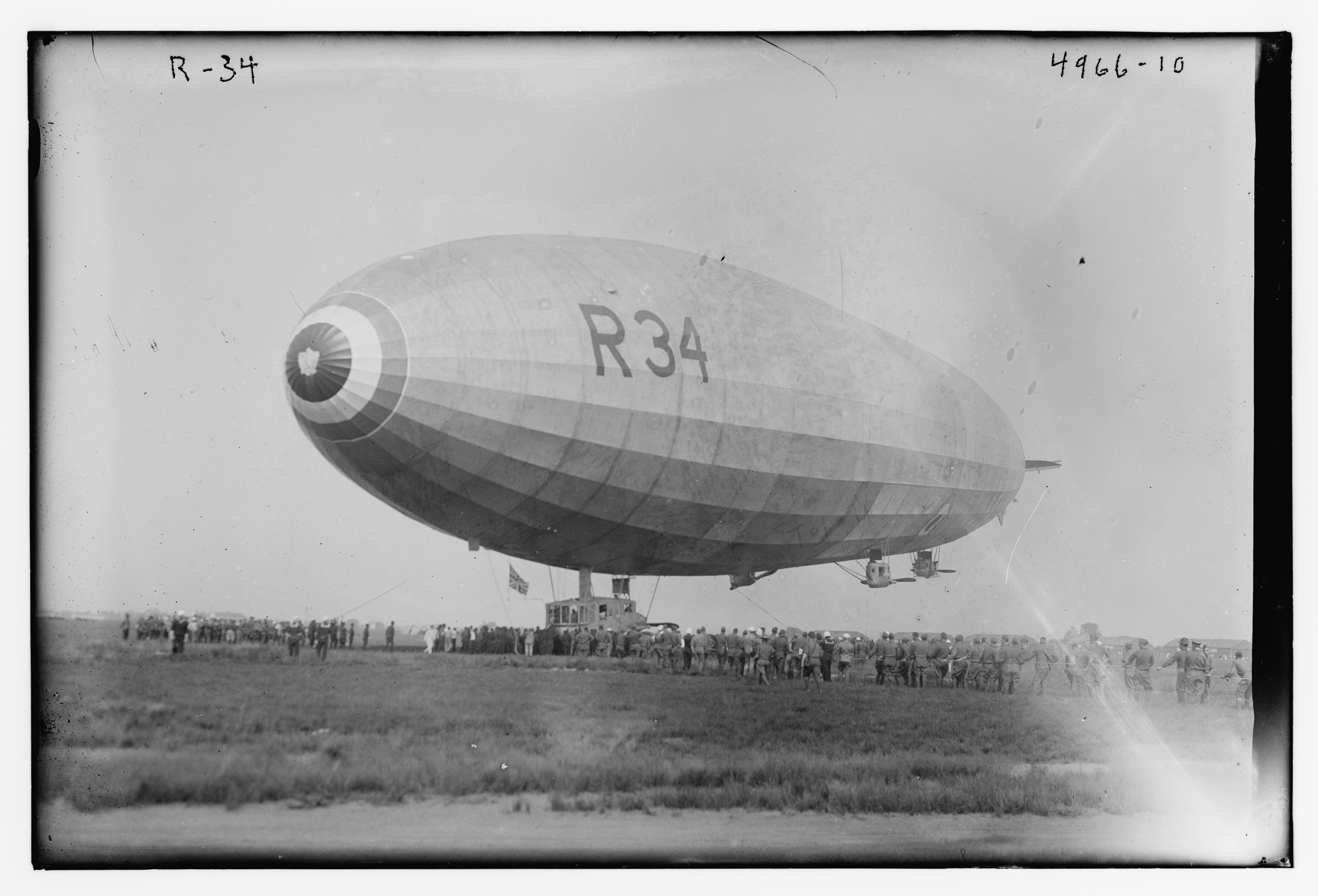
Vzducholoď R 34 dne 6. července 1919 po přistání v Mineole na Long Islandu v americkém státě New York

Vzducholodě R 33 a R 34 konstrukčně vycházely německého zepelínu L 33, který 30. srpna 1916 nouzově přistál v Brentwoodu v Essexu a britové následně zkoumali jeho vrak. Vzducholoď byla vyrobena firmou Beardmore Inchinnan Airship factory v Inchinnanu v Renfrewshire ve Skotsku. Stavba začala v roce 1917, tedy ještě během první světové války. První zkušební let R 34 absolvovala 14. března 1919. Let byl provázen mnoha problémy, ale závady byly odstraněny.

## Konstrukce
Jednalo se o ztuženou vzducholoď o délce 196 m, objemu 55 218 m³ a největším průměru tělesa 24,08 m. Nosný plyn se nacházel v devatenácti oddílech. Byla poháněna pěti pístovými vodou chlazenými vidlicovými dvanáctiválci Sunbeam Maori IV o výkonu po 250 hp (186 kW), které roztáčely dvoulisté vrtule. Dva motory měly schopnost zpětného chodu. Vztlak vzducholodi byl 59 tun, nosnost užitečného zatížení 26 tun. Dosahovala nejvyšší rychlosti 87 kmh.

## Služba

### Transatlantické lety

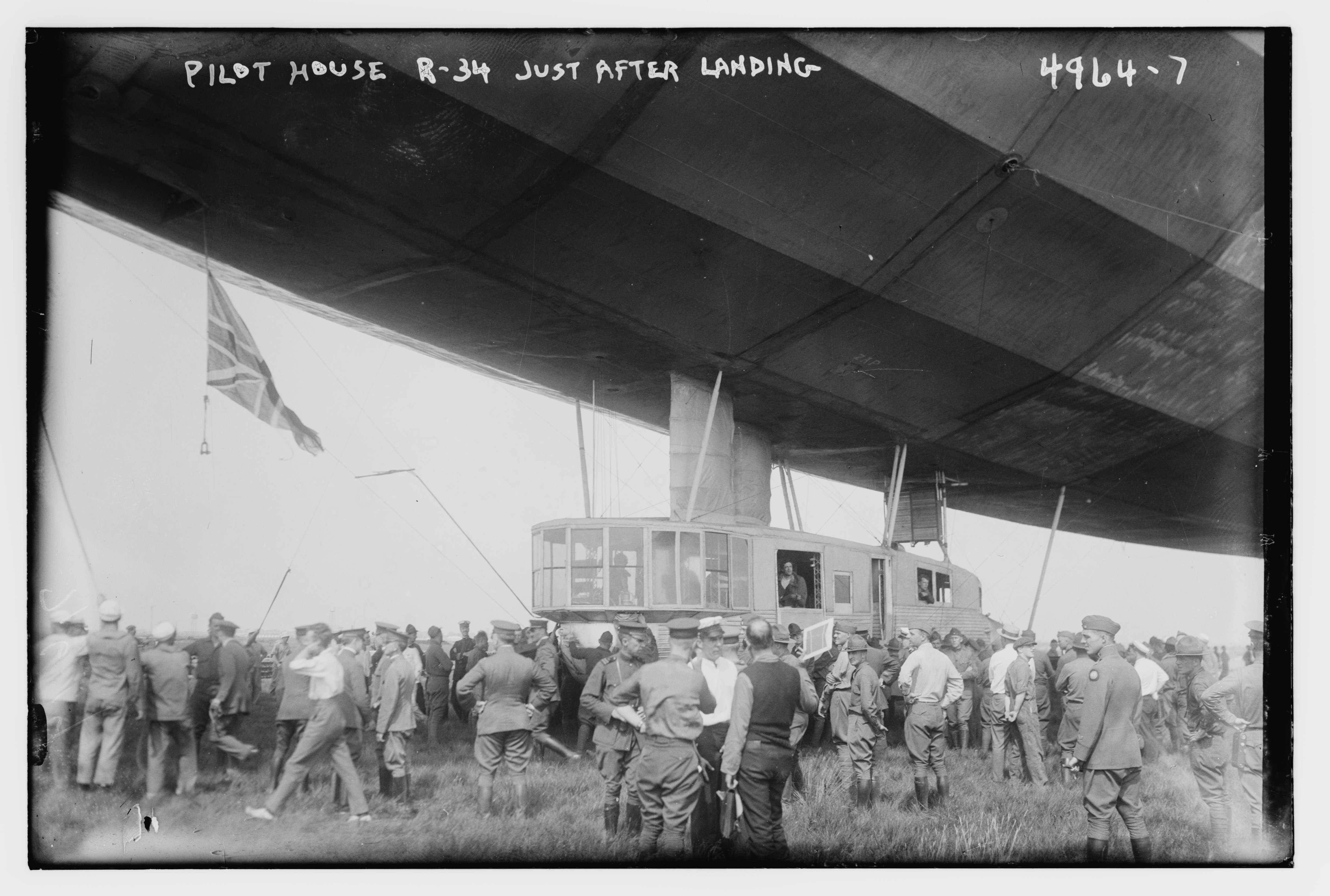
Vzducholoď R 34 po transatlantickém letu

Ke svému transatlantickému letu vzducholoď R 34 odstartovala brzy ráno 2. července 1919 ze základny RAF East Fortune u Edinburghu. Velitelem byl major George Herbert Scott. Na palubě byl i komodor Edward Maitland, vedoucí odboru vzducholodí britského ministerstva letectví. Celkem bylo na palubě vzducholodě třicet osob.
První problém se objevil hned po startu, kdy při přeletu nad skotskou vysočinou musela vzducholoď upustit část vodíku, který se rozepnul vlivem větší letové výšky. To bylo třeba kompenzovat aerodynamickým vztlakem, dokud se nespálilo dost benzínu, aby se ztráta nosnosti vyrovnala. Vzducholoď musela tuto část letu letět s přídí zdviženou vysoko vzhůru, což snižovalo rychlost a zvyšovalo spotřebu paliva.
Po dvou dnech doletěla vzducholoď k pobřeží Newfoundlandu, ale narazila na silný protivítr. Bojovala s ním ještě další den, teprve pak se vítr otočil a vzducholoď přistála u obce Mineola na Long Islandu ve státě New York. Její let trval 108 hodin a 12 minut. Při přistání jí zbývalo palivo už jen na čtyřicet minut letu. Dle záznamů Mezinárodní letecké federace vzducholoď uletěla 5797 kilometrů.
Zpáteční cestu díky příznivému větru zvládla ve dnech 10.–13. července 1919 za 75 hodin a tři minuty. Uletěla 6138 kilometrů. Přistála na základně RNAS Pulham v hrabství Norfolk. Jako první letadlo tak R 34 překonala Atlantik oběma směry. Ve směru západ-východ R 34 letěla jako druhé letadlo v historii. Kapitán Scott byl za rekordní lety jmenován komandérem Řádu britského impéria. Jen o dva týdny dříve překonali Atlantský oceán John Alcock a Arthur W. Brown v letounu Vickers Vimy.

### Havárie

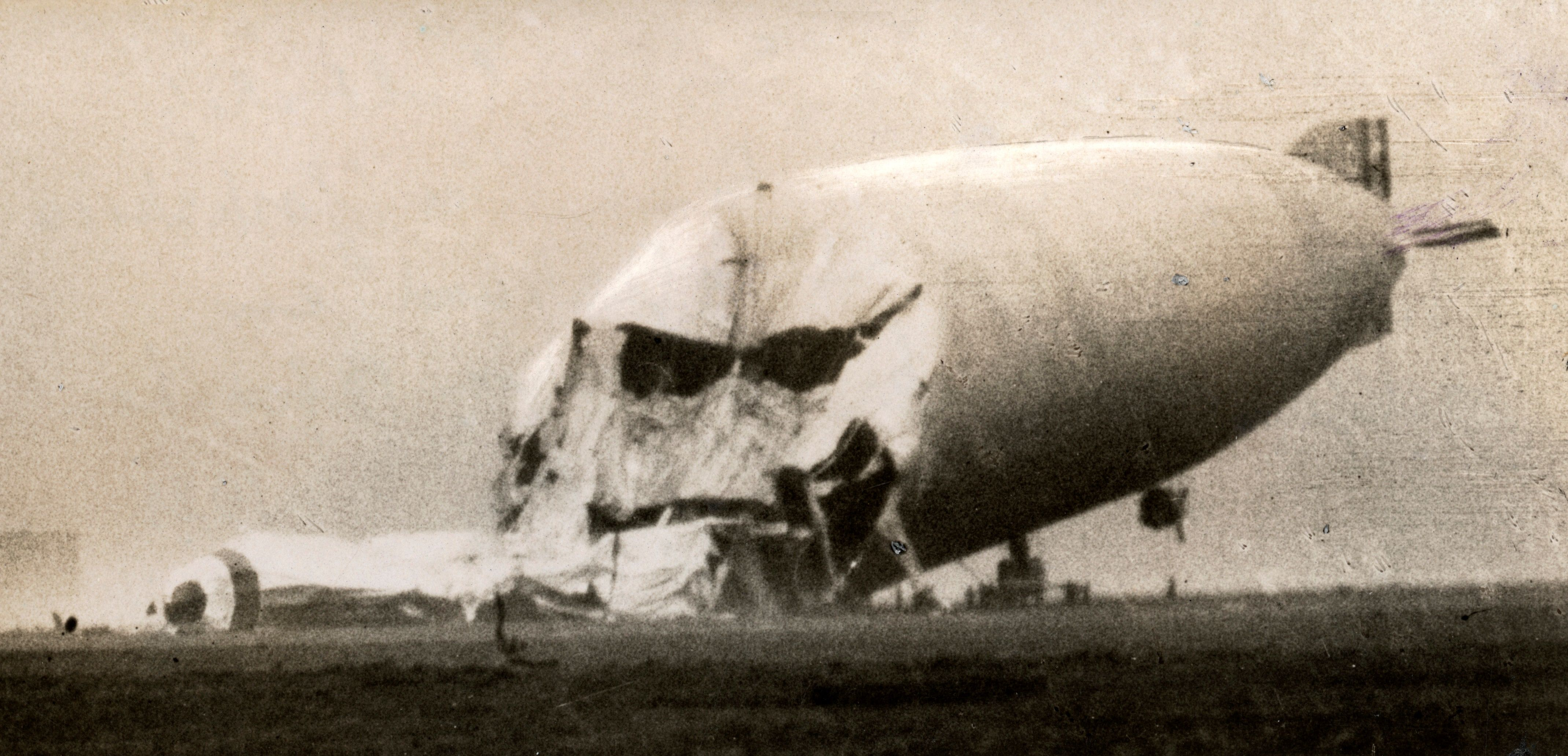
Vrak vzducholodě R 34 na základně RNAS Howden v East Riding of Yorkshire

Dne 27. ledna 1921 R 34 při cvičném letu zastihlo špatné počasí a kvůli navigační chybě narazila do kopce v hrabství East Riding of Yorkshire. Dokázala se vrátit na základnu RNAS Howden, kde byla pro značné poškození odepsána. 